# Jeanene Fox
Jeanene Fox (Nassau, 15 febbraio 1978) è una modella, attrice e personaggio televisivo bahamense.

## Biografia
Jeanene Fox è nata a Nassau nelle Bahamas. Suo padre è originario delle Bahamas, mentre la madre (Diane Gerace, ex-atleta di salto in alto che prese parte anche alle Olimpiadi di Tōkyō nel 1964) è canadese. Suo fratello invece è l'ex giocatore dei Los Angeles Lakers e attore hollywoodiano canadese Rick Fox. Terza di quattro figli. Ha origini italiane e scozzesi.
Dopo aver ottenuto qualche riconoscimento in ambito sportivo, la Fox intraprende la carriera di modella all'età di 15 anni. Per un certo periodo della sua vita, la Fox sfila per diversi brand sulle passerelle di Stati Uniti, Canada ed Europa. Tuttavia è soltanto dopo la fine degli studi che Jeanene Fox si trasferisce definitivamente negli Stati Uniti ed ottiene un contratto con l'agenzia Elite Model Management di Los Angeles.
La modella appare in importanti riviste come Vanity Fair, Elle, Harper's Bazaar, InStyle, GQ, Maxim, FHM Magazine, Sport Magazine Europe e sull'edizione del cinquantesimo anniversario di Sports Illustrated Swimsuit Issue. Inoltre è stata la testimonial di svariate campagne pubblicitarie internazionali, come quelle per la GMC Denali, diretta da Antoine Fuqua, per Kmart e per Absolut Vodka. A renderla celebre però è principalmente lo spot intitolato Billions, realizzato per i deodoranti Axe, che viene visto da telespettatori di tutto il mondo ed ottiene il riconoscimento Clio Award. Dopo aver avuto alcuni ruoli in alcune serie televisive come Ugly Betty, e film come FBI: Operazione tata,Jeanene Fox è apparsa in Italia, ribattezzata con il soprannome "la Filippona", come ospite di Striscia la notizia, sia nel 2008 che nel 2009, che come protagonista degli spot della Wind, al fianco di Aldo Giovanni e Giacomo. Ha avuto poi una parte nel film di Natale del 2009 Natale a Beverly Hills con Christian De Sica e Massimo Ghini. Nell'aprile del 2010 "Yamamay" ha scelto Jeanene per la campagna pubblicitaria del reggiseno UPPERBRA. Inoltre ha partecipato alla campagna, in collaborazione con la Fondazione Umberto Veronesi, per sostenere i progetti di ricerca nell'ambito del tumore al seno.
Nel 2012 è stata scelta come madrina delle Final Eight di Coppa Italia di pallacanestro e dell'All Star Game 2012 a Pesaro. Sempre nel 2012 Jeanene Fox è la protagonista del film TV Mediaset Sotto protezione, con Adriano Giannini, Katrina Law ed Enrico Silvestrin, in onda in prima serata su Canale 5. Nel 2013 Jeanene Fox è comparsa nel film Ameriqua.

## Filmografia
- FBI: Operazione tata, regia di John Whitesell (2008)
- Christmas in Beverly Hills, regia di Neri Parenti (2009)
- 6 passi nel giallo - serie TV, 1 episodio (2012)
- AmeriQua - regia di Marco Bellone e Giovanni Consonni (2013)

## Pubblicità
Jeanene Fox è comparsa in varie campagne pubblicitarie, per Lugz, Match.com, GMC Denali, Kmart, Pokerstars.it, WIND Mobile, NGM, Axe/Lynx, Lisap Hair, Skyy Vodka, Facebook, Hyundai

## Programmi televisivi
- 2005 - The 77th Academy Awards - Oscars
- 2007 - Ugly Betty
- 2008/2009 - Striscia La Notizia

## Video Clip
- 2007 Maroon 5 - Makes Me Wonder
- 1999 Q-Tip - Vibrant Thang

## Agenzie
- La Models (Los Angeles)
- Elite Models (Los Angeles)